# اچ‌ام‌اس دیومد (۱۷۸۱)
اچ‌ام‌اس دیومد (۱۷۸۱) (به انگلیسی: HMS Diomede (1781)) یک کشتی بود که طول آن ۱۴۰ فوت (۴۲٫۷ متر) بود. این کشتی در سال ۱۷۸۱ ساخته شد.